# Sphaerotherium gronovii
Sphaerotherium gronovii är en mångfotingart som beskrevs av Brandt 1841. Sphaerotherium gronovii ingår i släktet Sphaerotherium och familjen Sphaerotheriidae. Inga underarter finns listade i Catalogue of Life.